# Grigori Fedotowitsch Sotow

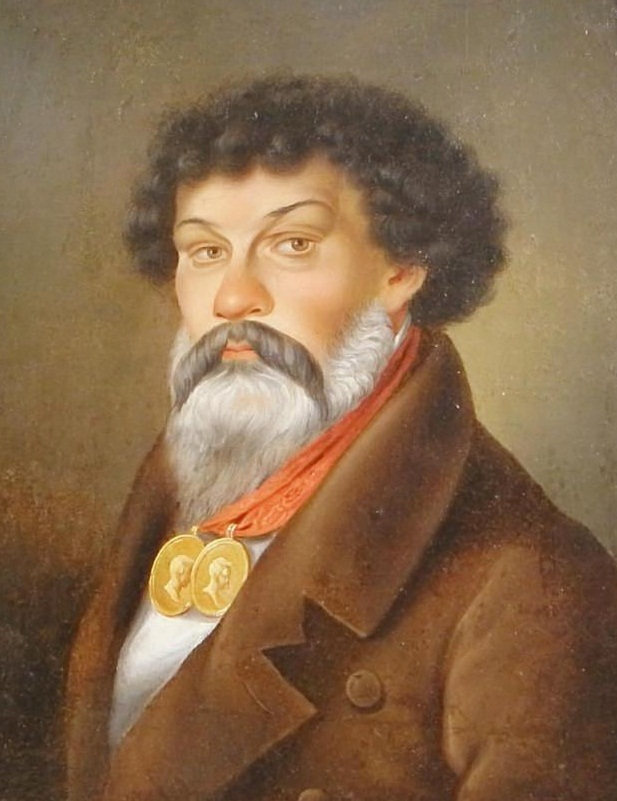
Grigori Fedotowitsch Sotow (1820er Jahre, Tropinin-Museum, Moskau)

Grigori Fedotowitsch Sotow (russisch Григорий Федотович Зотов; * 1775 im Dorf Schurala bei Newjansk; † ca. 1840 in Priosersk) war ein russischer Metallurg und Unternehmer.

## Leben
Sotows Großvater Pjotr Sotowitsch Sotow (ca. 1704–ca. 1773) war Leibeigener in Tula, der mit seiner Familie um 1730 von dem Bergbau-Industriellen Akinfi Demidow an dem 1701 mit Ukas Peters I. gegründeten Newjansker Hüttenwerk angesiedelt wurde. Sotows Vater Fedot Petrowitsch Sotow (ca. 1732–nach 1802) war der älteste Sohn und wurde Handlungsbeauftragter Sawwa Jakowlews, dem nun das Newjansker Hüttenwerk gehörte. Nach Jakowlews Tod 1784 und verschiedenen Erbteilungen wurde die Familie Sotow dem Schurala-Teil des Jakowlew-Besitzes zugeteilt. Die Sotows kamen zum Utkinsk-Eisenwerk, in dem Luppen hergestellt wurden.
Sotow wuchs im Hüttenwerk auf und erlernte das Bergbauwesen durch die praktische Tätigkeit. Er diente dann als Anwalt in Perm. 1796 projektierte er den Bau des Hauses des Hüttenwerksbesitzers.
1798 erwirkte Iwan Jakowlew, ein Sohn Sawwa Jakowlews, einen Ukas des staatlichen Bergbau-Kollegiums in St. Petersburg für eine verbesserte Verwaltung seiner Hüttenwerke. Darauf wurde die Ober-Isset-Hüttenwerkshauptverwaltung eingerichtet, für die Sotow eingesetzt wurde. Mit den Vollmachten der Besitzer führte er die Geschäfte. So wurde er 1801 von Alexei Jakowlew ermächtigt, schuldig gewordene Arbeiter in Bergwerke in Sibirien zu schicken.
In dem Ober-Isset-Hüttenwerk ersetzte Sotow die Holzgebäude durch Steingebäude, und die Werkstätten wurden modernisiert. Er erfand eine Maschine zum Runden und Polieren von gusseisernen Artillerie-Granaten. Allerdings zeigte sich später, dass eine vorher im Hüttenwerk in Kuschwa entwickelte Maschine bessere Ergebnisse lieferte. Er gründete ein Maschinenbau-Werk für die Herstellung von Dampfmaschinen. Er vergrößerte die Produktvielfalt, wobei die Eisendachplatten besonders erfolgreich waren. Mit dem Markennamen A. J. Sibir und dem Zobel-Stempel war das Eisen aus dem Ural auf den Märkten in Westeuropa und in den USA sehr begehrt und wurde sogar für die Dacheindeckung des Palace of Westminster benutzt. Nach dem Brand von Moskau 1812 wurden die wiederaufgebauten Gebäude mit Uraler Eisen eingedeckt. Sotow erzielte Einnahmen von jährlich 3 Millionen Rubel. 1815 wurde auf Sotows Initiative mit dem Bau eines Kanals von dem Nebenfluss Reschotka der Isset zur Tschussowaja begonnen. Geplant war, Wasser von der Tschussowaja in den Ober-Isset-Teich für den Antrieb von Maschinen zu leiten. Die Inbetriebnahme des Kanals, der eine Wasserstraßenverbindung zwischen Wolga und Ob hergestellt hätte, wurde vom Verkehrsamt verhindert, da eine zu starke Absenkung des Wasserstandes in der Tschussowaja befürchtet wurde. Der unvollendete Kanal blieb bestehen und ist als Sotow-Kanal bekannt. 1820 besuchte Sotow Gießereien in Preußen, was zum gewerblichen Kunstguss führte.
1809 war Sotows zwölfjähriger Sohn Alexander vom Besitzer des Ober-Isset-Werks Alexei Jakowlew aufgrund der Verdienste des Vaters freigelassen worden. Dies ermöglichte die spätere Heirat Alexander Sotows mit der Tochter Jekaterina des reichen Unternehmers Lew Rastorgujew, der wie Sotow Altgläubiger war. Rastorgujew kaufte die Hüttenwerke in Kyschtym und Kasli und andere Werke im Ural. Nach dem Tod Rastorgujews 1823 erbten den Besitz die Witwe Anna Fedotowna Rastorgujewa und die Töchter Jekaterina Sotowa und Marija Charitonowa, die die Leitung der Werke Sotow übertrugen. Alexei Jakowlew entließ nur widerstrebend Sotow aus seinem Dienst.
Vor Rastorgujews Tod führten Arbeiterunruhen im Kyschtym-Werk aufgrund  von Hunger, ausbleibenden Lohnzahlungen und schlechter Behandlung zum größten Aufstand der Arbeiter und der den Werken zugeteilten Bauern im Ural des 19. Jahrhunderts, der von 3000 Soldaten niedergeschlagen wurde. Das Kyschtym-Werk wurde in die staatliche Verwaltung übernommen und dem Berghauptmann Tetjujew unterstellt. Sotow leitete praktisch das Werk weiter, bis 1825 auf Antrag Sotows das Werk an die Besitzer zurückgegeben wurde. Gleichzeitig erlebte das Werk und der gesamte Ural einen großen wirtschaftlichen Aufschwung infolge der stark zunehmenden Goldgewinnung.
1822 gründete Sotow am Nebenfluss Sak-Elga des Miass, wo Goldseife entdeckt worden war, eine Ansiedlung, die Soimonow-Grube hieß und später das bedeutende Kupfer-Zentrum Karabasch wurde. Sotow brachte in die neue Siedlung etwa 1000 Leibeigene, meist Frauen und Jugendliche, die unter härtesten Bedingungen in zwei 12-Stunden-Schichten in der Goldgrube arbeiteten und bei Widersätzlichkeiten ausgepeitscht wurden. Als 1824 Alexander I. Jekaterinburg besuchte und den guten Zustand der umliegenden Hüttenwerke bemerkte, wurde ihm auch Sotow vorgestellt, der ihm seine Erfolge schilderte und Fragen des Kaisers nach den Gründen für die Erfolge privater Hüttenwerke beantwortete. Auch bejahte er die Frage nach seiner Altgläubigkeit.
1826 kam es zum sogenannten Jungfrauenaufstand in Kyschtym, wodurch die Behörden auf Sotow aufmerksam wurden. Untersucht wurden die Gerüchte über die Unterdrückung von Arbeitern, ungeklärte Todesfälle und das teilweise Verstecken von gefördertem Gold durch Sotow. Gleichzeitig begann die Verfolgung der Altgläubigen unter dem neuen Kaiser Nikolaus I. Die von Sotow geleiteten Werke wurden unter staatliche Aufsicht gestellt, und wiederholt kamen Ermittler aus St. Petersburg. Sotow konnte ernsthaften Konsequenzen ausweichen, bis der Flügeladjutant des Kaisers Graf Alexander Stroganow kam und persönlich die Untersuchung mit Befragung der Zeugen durchführte. Sotow wurde unter Hausarrest gestellt, und die Geschäftspapiere wurden überprüft. Stroganow legte 1827 dem Finanzminister Georg Cancrin seine Anklageschrift vor. Das anschließende Verfahren zog sich infolge der Beschwerden und Einsprüche Sotows ein Jahrzehnt lang hin, bis der Innenminister sich selbst einschaltete und dem Kaiser Sotows Altgläubigkeit berichtete, worauf Sotow und der Werksbesitzer Pjotr Jakowlewitsch Charitonow 1837 nach  Priosersk verbannt wurden.

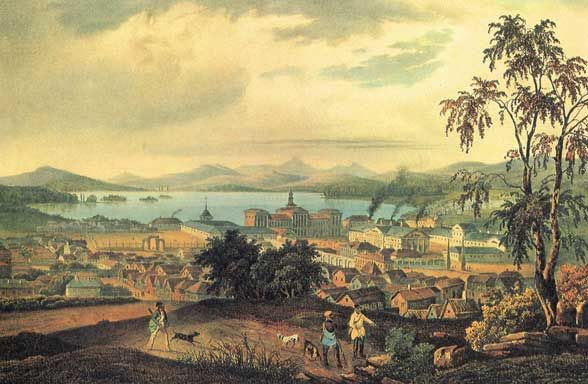
Ober-Isset-Hüttenwerk (A. Th. Kupffer, 1828)
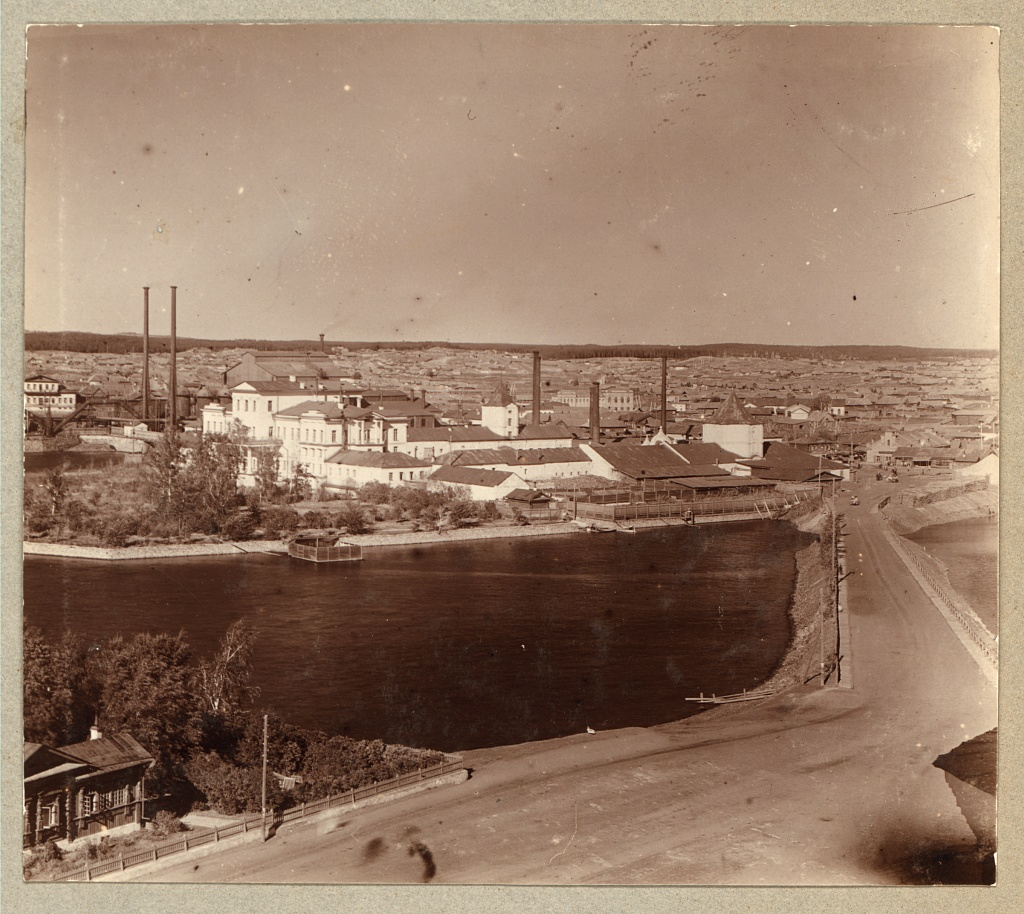
Kyschtym-Hüttenwerk und Herrenhaus (Anfang 20. Jahrhundert)
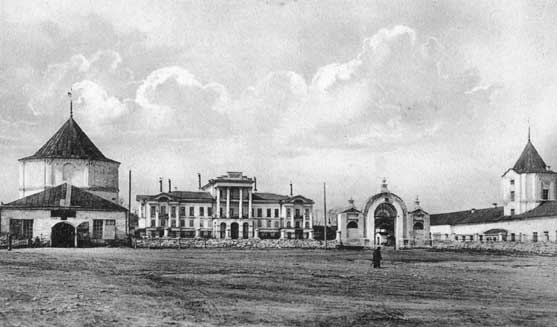
Kyschtym-Herrenhaus
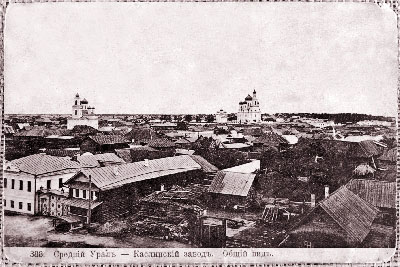
Kasli-Hüttenwerk (19. Jahrhundert)
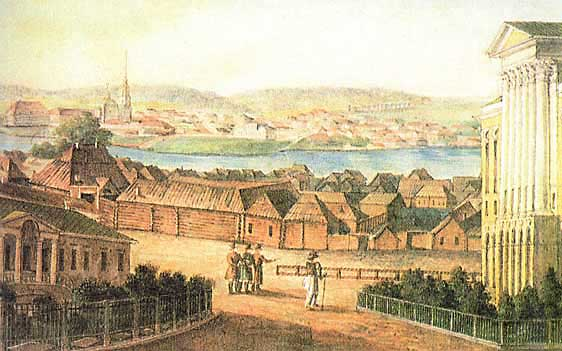
Häuser Sotows und Charitonows in Jekaterinburg (P. P. Swinjin, ca. 1825)
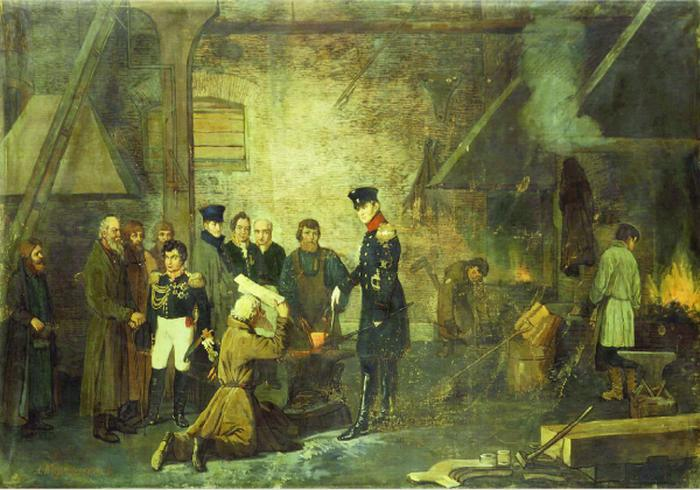
Alexander I. in einem der Uraler Hüttenwerke (A. I. Korsuchin, 1877, Russisches Museum)